# Арабская чистокровная лошадь

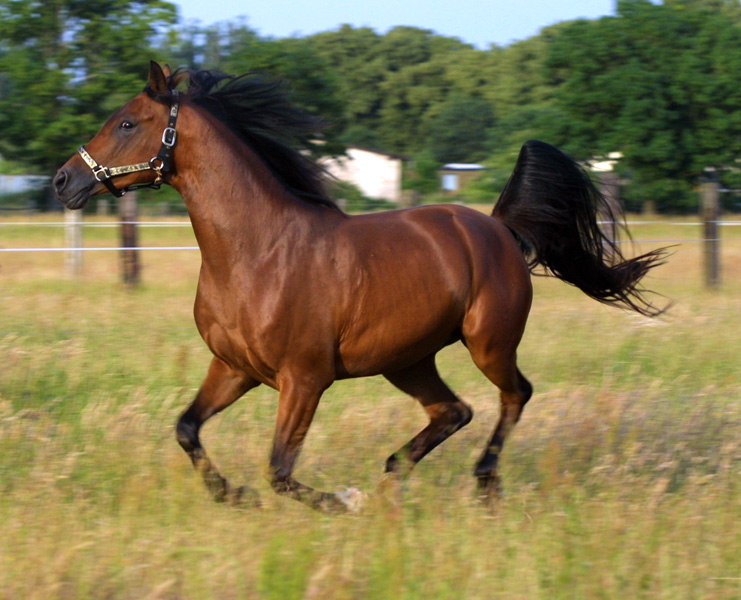
Галопирующая арабская лошадь с типичным высоко поднятым хвостом.

Ара́бская чистокро́вная поро́да — древняя порода верховых лошадей, выведенная на территории Аравийского полуострова в IV—VII веках нашей эры.

## Общая характеристика
Лошади небольшие, рост в холке в среднем у жеребцов 153,4 см, у кобыл — 150,6 см. Обхват груди у жеребцов 178,9 см, у кобыл — 172,9 см. Обхват пясти у жеребцов 19,9 см, у кобыл — 18,4 см. Взрослое животное весит до 450 кг.
Характерные признаки породы: правильное, плотное, сухое сложение; в частности — красивая, квадратная во лбу, со слегка вогнутой переносицей голова, длинная изогнутая шея, округленное туловище, длинный и прямой круп с высоко поставленным хвостом.
Масти — в основном серая всех оттенков, часто встречается гнедая и рыжая, реже вороная. Серые арабские лошади в большинстве своём с возрастом приобретают «гречку» — мелкие тёмные пятнышки на шерсти по всему корпусу. Иногда встречается пегая масть типа «сабино», которую Всемирная организация заводчиков арабских лошадей (англ. World Arabian Horse Organisation) традиционно регистрирует как чалую. Очень редко встречается серебристо-гнедая масть, которую в прошлом принимали за игреневую.
Современная арабская лошадь имеет небольшую голову с вогнутым профилем и большими выпуклыми глазами, шея высокая, с небольшим лебединым изгибом. Спина средней длины, грудь широкая и глубокая. Конечности хорошо развиты, очень крепкие, также очень прочные копыта. Особое отличие арабской лошади от других пород — помимо вогнутой головы и крупных глаз, — так называемый «петушиный» хвост, который лошадь поднимает высоко при любом виде быстрого аллюра.
Арабская лошадь является долгожителем среди пород домашних лошадей. Многие из представителей этой породы доживают до 30 лет. Кобылы сохраняют способность к размножению до глубокой старости и отличаются плодовитостью.

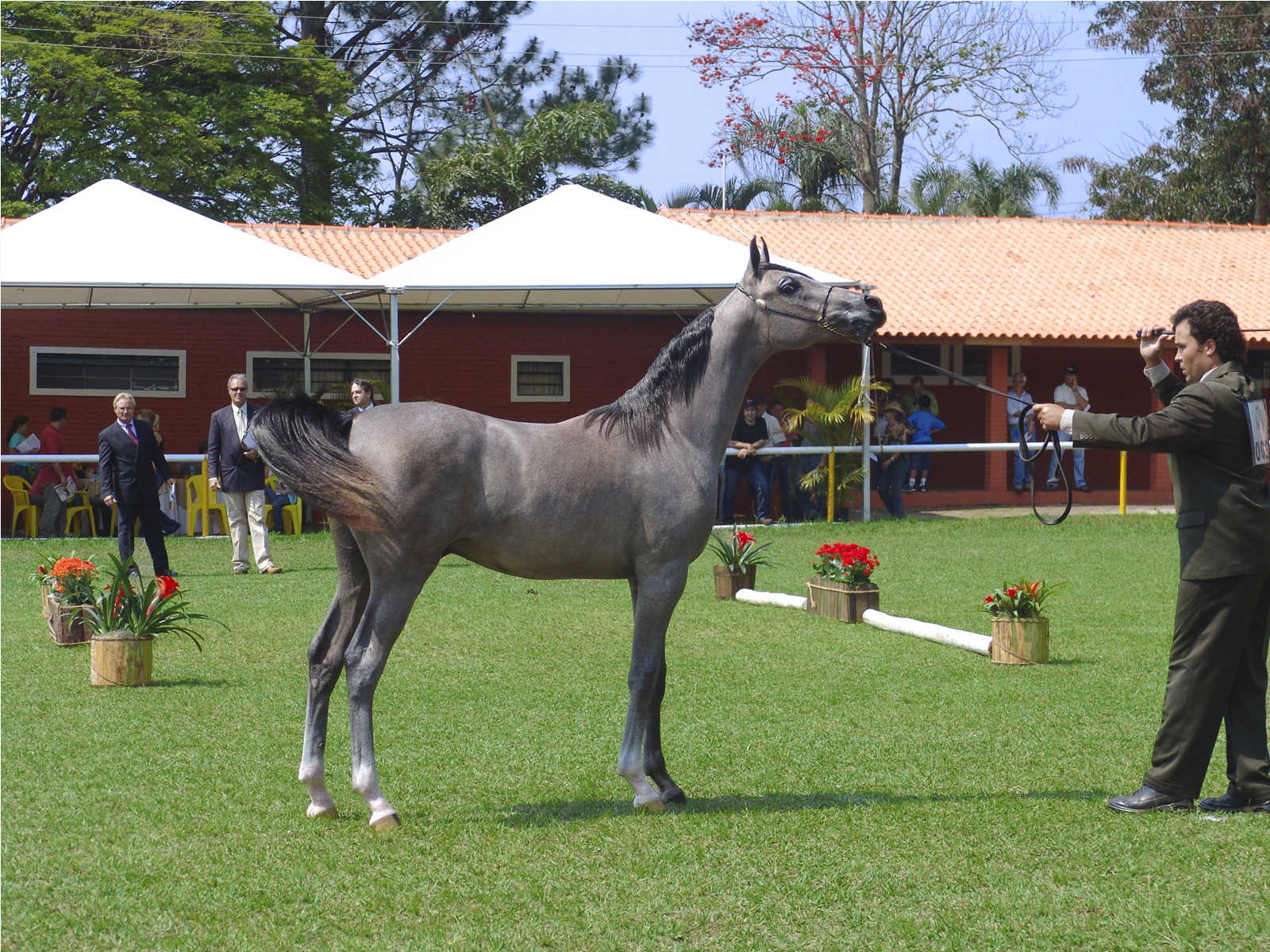
Оценка годовалой арабской лошади судьями на выставке

Традиционно в чистокровной арабской породе лошадей выделяют четыре внутрипородных типа:
- сиглави — некрупные лошади утонченного экстерьера, породные и нарядные; масть в основном серая;
- кохейлан — массивные лошади с крепкой конституцией, широкогрудые, выносливые, отличающиеся высокой работоспособностью; масть в основном гнедая или рыжая;
- хадбан — лошади крепкой конституции, отличающиеся высокой работоспособностью и простотой экстерьера.
- не породные, но самые крупные в породе лошади, резвые, выносливые скакуны и спортивные лошади; масть рыжая или гнедая, реже серая;
- кохейлан-сиглави — смешанный тип, сочетающий в себе нарядные, сухие формы сиглави и массивность кохейлана; этот тип также отличается более высоким ростом и высокой работоспособностью; масти — гнедая, серая, рыжая.

В современном коннозаводстве принято также деление лошадей на типы «по специализации»: шоу тип и скаковой тип.
В настоящее время арабская лошадь очень широко распространена в мире. Для координации племенной работы с этой породой была создана Всемирная организация арабского коневодства, объединяющая 60 стран.

## История породы
При формировании породы большую роль сыграли постоянные войны арабов-бедуинов, которые использовали этих лошадей как военных. В результате такого специфического отбора при отличном уходе и кормлении в условиях пустынь и полупустынь появилась некрупная, плотно сбитая, породная лошадь, очень выносливая и резвая на галопе, обладающая превосходными движениями на всех аллюрах.
Долгое время арабские лошади были самым ценным богатством местных кочевников. Они были запрещены к продаже в другие земли, в том числе и в Европу, под страхом смертной казни. Были запрещены скрещивания арабских лошадей с другими породами, поэтому порода на протяжении многих веков развивается в чистоте.

Первые арабские лошади в Европе появились во времена крестовых походов. Несмотря на свой небольшой рост (в те времена арабские лошади были несколько мельче, чем современные), эти лошади были настолько резвы и красивы, что сразу стали улучшателями многих европейских пород лошадей — верховых, упряжных и тяжеловозов.
Порода сыграла огромную роль во всемирном коневодстве. С её использованием были созданы чистокровная верховая (Великобритания), берберийская (Марокко), андалузская (Испания) и лузитано (Португалия), липпицанская (Австрия), шагия (Венгрия), орловская рысистая, орлово-ростопчинская, стрелецкая (и на её основе — терская) (Россия), а также тяжелоупряжные породы — першеронская и булонская (Франции).

Арабская — одна из старейших в мире пород лошадей, созданных человеком. Считается, что её прародителем была местная лошадь Аравийского полуострова, отличавшаяся лёгкостью и выносливостью. Первые изображения таких лошадей, найденные в пещерах на Аравийском полуострове, датируются II тысячелетием до н. э. Лошади с утонченными головами и высокими хвостами встречаются в произведениях искусства Древнего Египта ещё в XVI веке до н.э.
Некоторые исследователи арабской породы лошадей предполагали, что она произошла от equus caballus pumpelli — отдельного подвида лошади. Однако большинство учёных уверены, что «сухие» восточные лошади пустыни, предки современной арабской лошади, произошли от Equus ferus caballus, а характерные для породы особенности экстерьера сформировались под влиянием окружающей среды. Недавние генетические исследования митохондриальной ДНК у арабских лошадей польского и американского происхождения позволяют предположить, что современная порода имеет гетерогенное происхождение с десятью гаплогруппами. Современная концепция чистоты породы в современной популяции не прослеживается за пределами 200 лет.

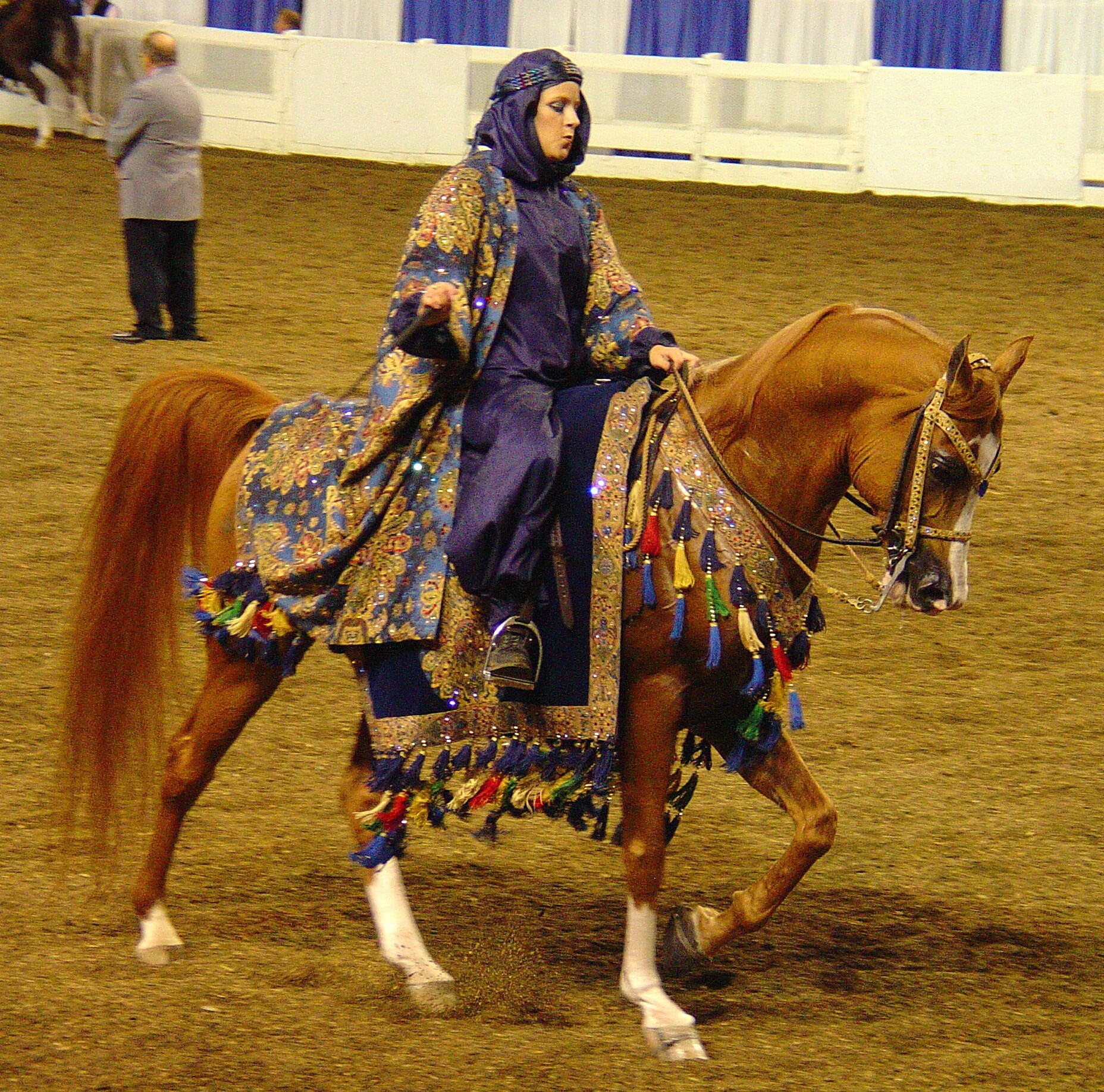
Арабская лошадь в «родном костюме», использующимся как на выставке, так и на конкурсе

Существуют разные мнения о том, где изначально жили предки современных арабских лошадей. Большинство исследователей предполагает, что «протоараб» пришел из области вдоль северного края Плодородного полумесяца. В пользу этой теории говорит то, что на территории Плодородного полумесяца обнаружены древние предметы быта с изображением лошадей, в то время как на Аравийском полуострове датируются не ранее 1800—2000 г. до н. э. Другие ученые считают, что родина арабской лошади — юго-западный угол Аравийского полуострова на территории современного Йемена, где в то время были хорошие естественные пастбища. Эта гипотеза вновь привлекла к себе внимание после открытия в Аль-Магаре на юго-западе Саудовской Аравии в 2010 году артефактов с изображениями лошадей, датированных в промежутке между 6590 и 7250 годами до н. э.
Но, в конечном итоге, именно климат и кочевая культура бедуинов создали арабскую лошадь. От лошадей пустыни требовалась выносливость и неприхотливость, способность выдерживать условия засушливых пустынь с экстремальными суточными перепадами температур. Во время военных походов, там, где не было пастбищ или воды, бедуины кормили своих лошадей финиками и верблюжьим молоком.
Жизнь бедуинов зависела от верблюдов и лошадей. Арабскую лошадь воспитывали как боевого товарища — резвого, выносливого, умного. Поскольку многие набеги требовали скрытности, в военных действиях использовали кобыл, так как они спокойнее, тише и своим ржанием не выдавали позиций бойцов. Чтобы избежать конокрадства и защитить от хищников и непогоды, наиболее ценных животных бедуины на ночь пускали в свои шатры.

### Происхождение типов
На протяжении веков бедуины отслеживали происхождение каждой лошади посредством устной традиции. Лошади самой чистой крови были известны как Асил, и скрещивание с лошадьми, не являющимися Асилами, было запрещено. Кобылы были наиболее ценны как для верховой езды, так и для разведения, и родословные всех лошадей прослеживались по женской линии. Бедуины не верили в меринов, а жеребцов считали слишком трудновоспитываемыми, чтобы быть хорошими боевыми лошадьми. Поэтому к жеребцам предъявлялись очень высокие требования при отборе. Чистота родословной была очень важна для бедуинов. Они верили в телегонию, полагая, что если кобыла когда-либо случалась с жеребцом «нечистой» крови, то и сама кобыла, и все будущие потомки будут «загрязнены» жеребцом.
Со временем в породе сложилось несколько типов, каждый из которых обладает уникальными чертами и прослеживается по материнской линии. По данным Американской ассоциации заводчиков лошадей арабской породы, изначально в породе было пять типов: кехейлан, сеглави, абеян, хамдани и хадбан. Пропагандист и писатель Карл Расван, специализирующийся на арабских лошадях с середины XX века, считал, что существует только три типа: Кехилан, Сеглави и Муники. Вместе с тем, современные исследования митохондриальной ДНК позволяют предполагать, что современные арабские лошади, происходящие от кобыл одного внутрипородного типа, могут на самом деле не иметь общих материнских предков.
Первые письменные родословные на Ближнем Востоке, в которых использовался термин «арабская лошадь», датируются 1330 годом нашей эры.

## Арабские лошади в России и СССР
В России арабская лошадь впервые появилась при Иване Грозном. Под влиянием этих лошадей были созданы не только знаменитая порода орловский рысак и стрелецкие лошади. Арабские лошади оказали большое влияние на улучшение таких пород, как донская, кабардинская, карабахская, делибозская и других.
В XIX веке существенно вырос приток арабских лошадей в страну. Жеребцов использовали для улучшения верховых пород и получения качественных строевых и охотничьих лошадей. К середине столетия в Российской Империи было уже около 50 заводов, где использовались арабские жеребцы-производители.
В конце XIX века граф С. А. Строганов, много путешествовавший по Ближнему Востоку, основал конный завод, для которого приобрёл группу отличных лошадей. Конный завод Строганова, расположенный на Кавказских Минеральных Водах, стал основой для Терского конного завода — флагмана отечественного арабского коннозаводства.
В 30-е — 40-е годы XX века велось комплектование конного завода за счёт приобретения племенного поголовья в странах Европы — Франции, Англии, Польше, Германии. Эти лошади заложили основу для формирования типа «русского араба» — лошади исключительно породной, но при этом отличавшейся высокой работоспособностью. Это стало возможным благодаря тому, что начиная с 1930-х годов все арабские лошади проходили скаковой тренинг и испытывались на ипподромах в открытых призах с полукровными лошадьми. В отдельное направление скачки для лошадей арабской породы были выделены только в 1960-е годы.
Революцию в отечественном арабском коннозаводстве произвел жеребец Асуан (Раафат) (Назир — Юсрия), подаренный Н. С. Хрущёву президентом Египта Г. А. Насером за помощь, оказанную при строительстве Асуанской плотины. За период заводского использования от Асуана выращено 249 жеребят — более его 70 дочерей и 30 сыновей получили племенное назначение. На международных аукционах 150 потомков Асуана проданы в зарубежные страны, а его потомки используются в селекционной работе практически на всех континентах планеты.
В 1960-х годах начался экспорт арабских лошадей, а после признания ВОАК (Всемирной организацией арабского коневодства, WAHO) в 1978 году российской племенной книги, спрос на «русского араба» существенно вырос. Последовавшие за этим два десятилетия стали золотым периодом принесшим лошадям, рождённым в России, титулы мировых чемпионов, победы на крупнейших скаковых митингах и миллионные продажи на аукционах. Так, гнедой жеребец Песняр (Набег — Песня) 1975 г.р. был продан в США за 1 млн долларов, его полубрат Менес (Набег — Метрополия) 1977 г.р. был сдан в аренду в США за ещё более высокую сумму — $2,4 млн (оба жеребца — представители линии Амурата). Многие арабские лошади, рождённые в СССР, на выставках признавались чемпионами Европы и Мира, а после с успехом использовались в конных заводах от США до Арабских Эмиратов.
Сегодня арабские лошади используются в скачках, дистанционных конных пробегах, а также в любительском конном спорте и верховой езде.
Скачки на лошадях арабской можно увидеть на Московском, Пятигорском, Казанском, Краснодарском и Павловском ипподромах. Главные призы разыгрывается на Пятигорском ипподроме. Среди них — Большой Всероссийский приз (Дерби) и Большой приз для кобыл трёх лет (ОКС).

## Легенды
Арабские лошади — тема многих мифов и легенд. Согласно одной из них, после долгого путешествия по пустыне Мухаммед отпустил свой табун лошадей, чтобы они могли утолить сильную жажду у оазиса. Однако, прежде чем лошади достигли воды, Мухаммед призвал их вернуться к нему. И только пять кобыл послушались. Поскольку они продемонстрировали верность, вернувшись к своему хозяину, хотя и испытывали сильную жажду, Мухаммед отобрал их для племенной работы. Эти пять кобыл, Аль-Хамса (араб. «пятёрка») стали легендарными основательницами пяти «типов» арабской лошади. И хотя Аль-Хамса считаются вымышленными лошадьми, некоторые заводчики и сегодня утверждают, что современный бедуинский араб действительно произошел от этих кобыл.
Другая история гласит, что царь Соломон подарил жителям Бану Азд жеребца Зад-эль-Рахеб или Зад-эль-Ракиб («Дар всаднику»), когда они пришли отдать дань королю. Этот легендарный жеребец, как говорили, был быстрее, чем зебра и газель, и каждая охота с ним была успешной. Поэтому он и стал легендарным основателем породы.
Ещё один миф указывает на возникновение арабской породы во времена Измаила, сына Авраама. В этой истории Ангел Джибриль (также известный как Гавриил) спустился с небес и разбудил Измаила смерчем. Затем Ангел приказал грозовому облаку прекратить рассеивать пыль и дождь, и поэтому он превратился в прыгающее красивое существо — лошадь — которая, казалось, глотала землю. А бедуины присвоили первой арабской лошади титул «Пьющая ветер».
История, которую рассказывают бедуины, гласит, что Аллах сотворил арабскую лошадь из южного ветра.

## Галерея

Арабская чистокровная лошадь на почтовых марках некоторых стран
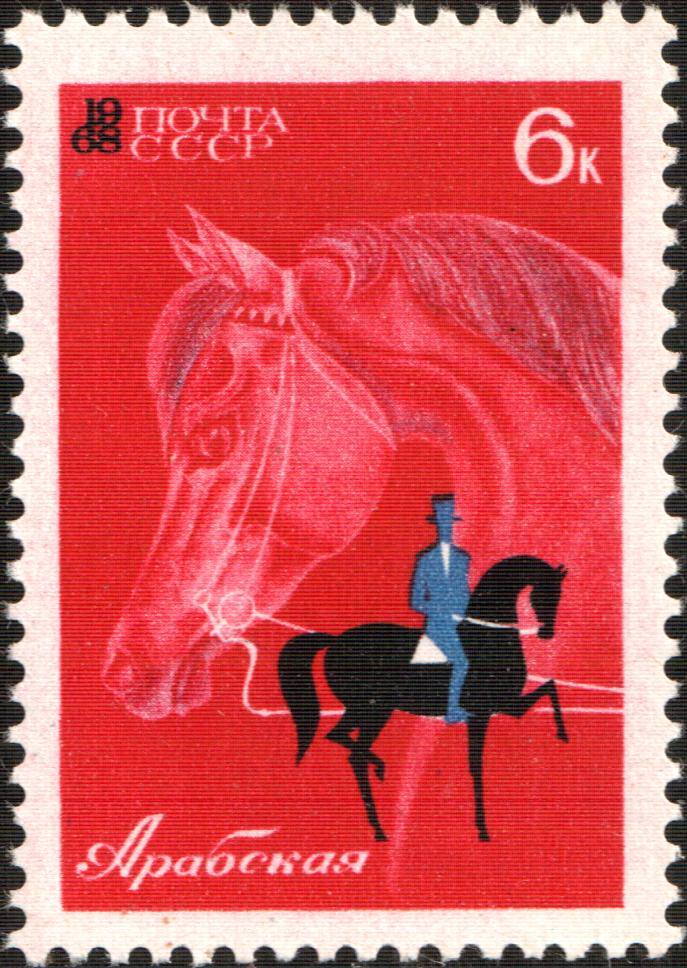
СССР (1968)
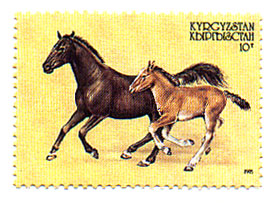
Кыргызстан (1995)
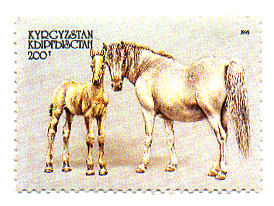
Кыргызстан (1995)
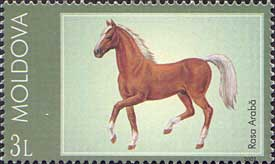
Молдавия (2002)